# Seino Tomoaki
Tomoaki Seino (sinh ngày 29 tháng 9 năm 1981) là một cầu thủ bóng đá người Nhật Bản.

## Sự nghiệp câu lạc bộ
Tomoaki Seino đã từng chơi cho Júbilo Iwata, Shizuoka FC và Consadole Sapporo.